# Claudia Fabian
Claudia Fabian (* 29. April 1958 in Berlin) ist eine deutsche Bibliothekarin und Buchwissenschaftlerin. Sie war leitende Bibliotheksdirektorin der Bayerischen Staatsbibliothek.

## Leben und Wirken
Claudia Fabian promovierte nach Studienabschlüssen in Französisch und Latein 1987 an der Universität München bei Siegmar Döpp über die Apotheosis von Prudentius. Von 1984 bis 1986 absolvierte sie das Bibliotheksreferendariat an der Universitätsbibliothek München und der Bayerischen Bibliotheksschule. Ab 1986 war sie an der Bayerischen Staatsbibliothek tätig, zunächst als Leiterin des Alphabetischen Katalogs, ab 2000 als Leiterin der Abteilung Benutzung. 2004 übernahm Claudia Fabian die Leitung der Abteilung Handschriften und Alte Drucke.
2017 erhielt sie die Karl-Preusker-Medaille, eine der höchsten Auszeichnungen des Bibliothekswesens in Deutschland. Der Dachverband der Bibliotheksverbände, Bibliothek & Information Deutschland (BID) e.V., würdigte damit Fabians Verdienste für die Erforschung und Sichtbarmachung des schriftlichen Kulturguts vom Mittelalter bis in die Neuzeit. Sie konzipierte Ausstellungen wie „Pracht auf Pergament“ und „Bilderwelten – Buchmalerei zwischen Mittelalter und Neuzeit“. Claudia Fabian war beteiligt am multinationalen Digitalisierungsprojekt Europeana Regia, durch das mehr als 1000 Handschriften aus dem Mittelalter und der Renaissance der Öffentlichkeit online zugänglich gemacht wurden.
Sie ist Kommissionsmitglied im Forschungsprojekt Gelehrte Journale und Zeitungen als Netzwerke des Wissens im Zeitalter der Aufklärung. Claudia Fabian hat etwa 120 Fachbeiträge veröffentlicht. Sie ist Mitglied in nationalen und internationalen Gremien, etwa im Konsortium der europäischen Forschungsbibliotheken CERL, LIBER und der IFLA.

## Veröffentlichungen (Auswahl)
- Dogma und Dichtung. Lang, Frankfurt am Main 1988, ISBN 978-3-8204-1239-0.
- zusammen mit Klaus Haller: Personennamen des Mittelalters. In: Bibliotheksforum Bayern. 17/1989, Nr. 1, 1989, ISSN 0340-000X, S. 52–74.
- Altbestandskatalogisierung als Gemeinschaftsaufgabe Europas. Bericht über die International Conference on Retrospective Cataloguing in Europe. In: Zeitschrift für Bibliothekswesen und Bibliographie. 38/1991, Nr. 3, 1991, ISSN 0044-2380, S. 227–235.
- Das Consortium of European Research Libraries (CERL) und die Gründung einer Datenbank für frühe europäische Drucke (1450–1830). In: Zeitschrift für Bibliothekswesen und Bibliographie. 41/1994, Nr. 3, 1994, ISSN 0044-2380, S. 353–359.
- Entwicklung und Aufbau der Personennamendatei in Deutschland. Bericht über Konzeption und Realisierung seit 1989. In: Zeitschrift für Bibliothekswesen und Bibliographie. 42/1995, Nr. 6, 1995, ISSN 0044-2380, S. 605–615.
- Personennamen des Mittelalters – PMA. Reflexionen zu einem langjährigen Normdatenprojekt der Bayerischen Staatsbibliothek. In: Bibliotheksforum Bayern. 28/2000, Nr. 1, 2000, ISSN 0340-000X, S. 33–54.
- Hand Press Book Database und CERL Thesaurus. 51/2004, Nr. 4, 2004, ISSN 0044-2380, S. 229–235.
- Kulturkosmos der Renaissance. Die Gründung der Bayerischen Staatsbibliothek. Bayerische Staatsbibliothek, Ausstellungskatalog Nr. 79, München 2008, ISBN 978-3-447-05672-4.
- (Hrsg.): Pracht auf Pergament. Schätze der Buchmalerei von 780 bis 1180. Hirmer, München 2012, ISBN 978-3-7774-5391-0.
- (Hrsg.): Das Alte Testament und sein Umfeld. vom Babylonischen Talmud zu Lassos Bußpsalmen. Quaternio-Verlag, Luzern 2013, ISBN 978-3-905924-18-3.
- (Hrsg.): Das handschriftliche Erbe der griechischen Welt. ein europäisches Netzwerk. Harrassowitz Verlag, Wiesbaden 2014, ISBN 978-3-447-10305-3.
- (Hrsg.): Künstlerbuch im Schaufenster. Harrassowitz Verlag, Wiesbaden 2019, ISBN 978-3-447-11301-4.